# WWE Women's World Championship
Ne pas confondre avec le WWE Women's Championship (2016-) ou le WWE Women's Championship (1956-2010).
Le WWE Women's World Championship (que l'on peut traduire par championnat du monde féminin de la WWE), anciennement appelé WWE SmackDown Women's Championship, est un championnat féminin de catch (lutte professionnelle) utilisé par la World Wrestling Entertainment. Depuis août 2016, le WWE Raw Women's Championship et le WWE Smackdown Women's Championship ont remplacé le WWE Divas Championship. Le titre est exclusif au roster féminin de la WWE prenant part au show télévisé Raw, à l'exclusion donc (théoriquement) des lutteuses du show SmackDown et des lutteuses de la division NXT.

## Histoire
En 2016, la World Wrestling Entertainment (WWE) décide de séparer à nouveau le personnel travaillant à SmackDown et à RAW. L'objectif est de remonter les audiences du show SmackDown, dans laquelle les intrigues pour les différents championnats n'évoluaient plus. Cette séparation a lieu le 19 juillet 2016 quand la WWE organise un draft où les figures d'autorité des deux émissions choisissent leurs catcheurs et catcheuses.
Charlotte Flair, alors championne féminine de la WWE, rejoint WWE Raw et rend le titre qu'elle porte exclusif à cette émission. Shane McMahon et Daniel Bryan, les figures d'autorité à l'écran de WWE SmackDown présentent alors le nouveau titre ainsi que le championnat par équipes de cette émission lors de l'épisode du 23 août.
Ils annoncent aussi le 11 septembre 2016 l'organisation d'un match à six catcheuses, par élimination, pour désigner la première championne féminine de la division WWE SmackDown. Ce match oppose Alexa Bliss, Becky Lynch, Carmella, Naomi, Natalya Neidhart et Nikki Bella lors de l'évènement live en Pay-Per-View WWE Backlash 2016, et voit parmi ces six catcheuses, Becky Lynch devenir la première championne féminine de WWE SmackDown, après avoir éliminé Carmella.

### Historique du nom
| Nom                                | Durée                       |
| ---------------------------------- | --------------------------- |
| WWE SmackDown Women's Championship | 23 août 2016 – 12 juin 2023 |
| WWE Women's World Championship     | 12 juin 2023 -              |

## Liste des championnes
| #         | Championne      | Nombre de règnes | Date              | Durée (en jours) | Évènement                       | Lieu                         | Notes | Réf       |
| SmackDown | SmackDown       | SmackDown        | SmackDown         | SmackDown        | SmackDown                       | SmackDown                    | SmackDown | SmackDown |
| --------- | --------------- | ---------------- | ----------------- | ---------------- | ------------------------------- | ---------------------------- | --- | --------- |
| 1         | Becky Lynch     | 1                | 11 septembre 2016 | 84               | Backlash                        | Richmond (Virginie)          | En battant Carmella, Nikki Bella, Natalya, Naomi et Alexa Bliss dans 6-Pack Challenge, elle devient la championne inaugurale de l'histoire. | [ 6 ]     |
| 2         | Alexa Bliss     | 1                | 4 décembre 2016   | 70               | TLC: Tables, Ladders and Chairs | Dallas (Texas)               | En battant Becky Lynch dans un Tables match, elle remporte le titre pour la première fois de sa carrière, et son premier titre personnel dans le roster principal. | [ 7 ]     |
| 3         | Naomi           | 1                | 12 février 2017   | 9                | Elimination Chamber             | Phoenix (Arizona)            | En battant Alexa Bliss, elle remporte le titre pour la première fois de sa carrière et son premier titre personnel dans le roster principal. | [ 8 ]     |
| —         | Vacant          | —                | 21 février 2017   | 0                | SmackDown Live                  | Ontario (Californie)         | En raison d'une blessure au genou survenue lors du dernier PLE, Naomi est contrainte d'abandonner la ceinture. | [ 9 ]     |
| 4         | Alexa Bliss     | 2                | 21 février 2017   | 40               | SmackDown Live                  | Ontario (Californie)         | En battant Becky Lynch, elle devient la première catcheuse à gagner deux fois la ceinture. | [ 10 ]    |
| 5         | Naomi           | 2                | 2 avril 2017      | 140              | WrestleMania 33                 | Orlando (Floride)            | En battant Becky Lynch, Mickie James, Carmella, Natalya et Alexa Bliss dans un 6-Pack Challenge, elle devient la seconde catcheuse à gagner deux fois la ceinture et il s'agit de la première mise en jeu du titre dans un WrestleMania. | [ 11 ]    |
| 6         | Natalya         | 1                | 20 août 2017      | 86               | SummerSlam                      | Brooklyn (New York)          | En battant Naomi, elle remporte le titre pour la première fois de sa carrière, son second titre personnel dans le roster principal, et devient la première catcheuse à avoir gagné le titre des Divas et le titre féminin de SmackDown. | [ 12 ]    |
| 7         | Charlotte Flair | 1                | 14 novembre 2017  | 147              | SmackDown Live                  | Charlotte (Caroline du Nord) | En battant Natalya par soumission, elle remporte le titre pour la première fois de sa carrière et son quatrième titre personnel. | [ 13 ]    |
| 8         | Carmella        | 1                | 10 avril 2018     | 131              | SmackDown Live                  | Nouvelle-Orléans (Louisiane) | En battant Charlotte Flair après avoir utilisé sa mallette Money in the Bank sur cette dernière qui a été précédemment attaquée par les IIconics, elle remporte le titre pour la première fois de sa carrière et son premier titre personnel dans le roster principal. | [ 14 ]    |
| 9         | Charlotte Flair | 2                | 19 août 2018      | 28               | SummerSlam                      | Brooklyn (New York)          | En battant Becky Lynch et Carmella dans un Triple Threat match, elle devient la 3e catcheuse à gagner deux fois la ceinture. | [ 15 ]    |
| 10        | Becky Lynch     | 2                | 16 septembre 2018 | 91               | Hell in a Cell                  | San Antonio (Texas)          | En battant Charlotte Flair, elle devient la 4e catcheuse à gagner deux fois la ceinture. | [ 16 ]    |
| 11        | Asuka           | 1                | 16 décembre 2018  | 100              | TLC: Tables, Ladders and Chairs | San José (Californie)        | En battant Becky Lynch et Charlotte Flair dans un Triple Threat TLC match, aidée par une intervention extérieure de Ronda Rousey en sa faveur, elle remporte le titre pour la première fois de sa carrière, son second titre personnel et son premier titre personnel dans le roster principal. | [ 17 ]    |
| 12        | Charlotte Flair | 3                | 26 mars 2019      | 13               | SmackDown Live                  | Uncasville (Connecticut)     | En battant Asuka par soumission, elle devient la première catcheuse à gagner trois fois la ceinture. | [ 18 ]    |
| 13        | Becky Lynch     | 3                | 8 avril 2019      | 41               | WrestleMania 35                 | East Rutherford (New Jersey) | En battant Ronda Rousey et Charlotte Flair dans un Triple Threat Winner Takes All match et le tout premier main-event 100% féminin de l'histoire pour devenir également la nouvelle championne de Raw, elle devient la seconde catcheuse à gagner trois fois la ceinture et la première catcheuse à détenir en même temps les ceintures féminines des deux divisions principales.                                                        | [ 19 ]    |
| 14        | Charlotte Flair | 4                | 19 mai 2019       | 0 (4 min 56 s)   | Money in the Bank               | Hartford (Connecticut)       | En battant Becky Lynch par soumission, après que cette dernière ait conservé son titre féminin de Raw face à Lacey Evans, elle devient la première catcheuse à gagner quatre fois la ceinture. Il s'agit du règne le plus court de l'histoire du titre. | [ 20 ]    |
| 15        | Bayley          | 1                | 19 mai 2019       | 140              | Money in the Bank               | Hartford (Connecticut)       | En battant Charlotte Flair après avoir utilisé sa mallette, elle remporte le titre pour la première fois de sa carrière, devient la première catcheuse à être Triple Crown Champion et Grand Slam Champion. | [ 20 ]    |
| 16        | Charlotte Flair | 5                | 6 octobre 2019    | 5                | Hell in a Cell (2019)           | Sacramento (Californie)      | En battant Bayley par soumission, elle devient la première catcheuse à gagner cinq fois la ceinture. | [ 21 ]    |
| 17        | Bayley          | 2                | 11 octobre 2019   | 380              | SmackDown                       | Las Vegas (Nevada)           | En prenant sa revanche sur Charlotte Flair, elle devient la 5e catcheuse à gagner deux fois la ceinture. Il s'agit du premier règne le plus long de l'histoire du titre. | [ 22 ]    |
| 18        | Sasha Banks     | 1                | 25 octobre 2020   | 167              | Hell in a Cell                  | Orlando (Floride)            | En battant Bayley dans un Hell in a Cell match, elle remporte le titre pour la première fois de sa carrière, son troisième titre personnel, son second titre personnel dans le roster principal, devient la quatrième Triple Crown Champion et la troisième Grand Slam Champion. | [ 23 ]    |
| 19        | Bianca Belair   | 1                | 10 avril 2021     | 133              | WrestleMania 37                 | Tampa (Floride)              | En battant Sasha Banks, elle remporte le titre pour la première fois de sa carrière et devient la première catcheuse afro-américaine à gagner un titre dans le main-event 100% féminin de WrestleMania. | [ 24 ]    |
| 20        | Becky Lynch     | 4                | 21 août 2021      | 62               | SummerSlam                      | Paradise (Nevada)            | En battant Bianca Belair en 26 secondes, alors qu'elle a fait son retour après un an d'absence à la suite d'un long congé de maternité, elle devient la seconde catcheuse à gagner quatre fois la ceinture. | [ 25 ]    |
| 21        | Charlotte Flair | 6                | 22 octobre 2021   | 198              | SmackDown                       | Wichita (Kansas)             | À la suite du Draft, où Becky Lynch rejoint Raw et elle SmackDown, les deux catcheuses échangent leurs titres respectifs. Elle devient la première catcheuse à gagner six fois la ceinture. | [ 26 ]    |
| 22        | Ronda Rousey    | 1                | 8 mai 2022        | 55               | WrestleMania Backlash           | Providence (Rhode Island)    | En battant Charlotte Flair dans un « I Quit » match, elle remporte le titre pour la première fois de sa carrière et son second titre personnel dans le roster principal. | [ 27 ]    |
| 23        | Liv Morgan      | 1                | 2 juillet 2022    | 98               | Money in the Bank               | Las Vegas (Nevada)           | En battant Ronda Rousey après avoir utilisé sa mallette sur cette dernière qui avait précédemment conservé son titre en battant Natalya, elle remporte le titre pour la première fois de sa carrière et son premier titre personnel dans le roster principal. | [ 28 ]    |
| 24        | Ronda Rousey    | 2                | 8 octobre 2022    | 82               | Extreme Rules                   | Philadelphie (Pennsylvanie)  | En prenant sa revanche sur Liv Morgan par soumission dans un Extreme Rules match, elle devient la 6e catcheuse à gagner deux fois la ceinture. | [ 29 ]    |
| 25        | Charlotte Flair | 7                | 30 décembre 2022  | 92               | SmackDown                       | Tampa (Floride)              | En prenant sa revanche sur Ronda Rousey, le soir même où elle fait son retour de blessure après 7 mois et demi d'absence, elle devient la première catcheuse à gagner sept fois la ceinture et au plus grand nombre de règnes. | [ 30 ]    |
| Raw       |                 |                  |                   |                  |                                 |                              | |           |
| 26        | Rhea Ripley     | 1                | 1er avril 2023    | 380              | WrestleMania 39                 | Inglewood (Californie)       | En battant Charlotte Flair, elle remporte le titre pour la première fois de sa carrière et son quatrième titre personnel. De ce fait, elle prend également sa revanche sur le match perdu à WrestleMania 36, devient la 7e Triple Crown Champion et la 6e Grand Slam Champion. Depuis sa victoire, le titre est devenu la propriété du show rouge. Il s'agit du second règne le plus long de l'histoire du titre, à égalité avec Bayley. | [ 31 ]    |
| —         | Vacant          | —                | 15 avril 2024     | 7                | Raw                             | Montréal (Québec)            | En raison d'une blessure à l'épaule survenue la semaine passée à la suite d'une attaque de Liv Morgan dans les coulisses, Rhea Ripley est contrainte d'abandonner la ceinture. Une nouvelle championne sera couronnée la semaine prochaine. | [ 32 ]    |
| 27        | Becky Lynch     | 5                | 22 avril 2024     | 33               | Raw                             | Columbus (Ohio)              | En éliminant en dernière Liv Morgan dans une Battle Royal, elle devient la seconde catcheuse à gagner cinq fois la ceinture. | [ 33 ]    |
| 28        | Liv Morgan      | 2                | 25 mai 2024       | 226              | King & Queen of the Ring        | Jeddah ( Arabie saoudite)    | En prenant sa revanche sur Becky Lynch avec l'aide d'une intervention extérieure involontaire de "Dirty" Dominik Mysterio, elle devient la 7e catcheuse à gagner deux fois la ceinture. | [ 34 ]    |
| 29        | Rhea Ripley     | 2                | 6 janvier 2025    | 56               | Raw                             | Los Angeles (Californie)     | En prenant sa revanche sur Liv Morgan à l'occasion du premier épisode du show rouge sur Netflix, elle devient la 8e catcheuse à gagner deux fois la ceinture. | [ 35 ]    |
| 30        | Iyo Sky         | 1                | 3 mars 2025       | 132              | Raw                             | Buffalo (New York)           | En battant Rhea Ripley, elle remporte le titre pour la première fois de sa carrière, son second titre personnel, devient la 10e WWE Women's Triple Crown Champion et la 7e WWE Women's Grand Slam Champion | [ 36 ]    |
| 31        | Naomi           | 3                | 13 juillet 2025   | 36               | Evolution (2025)                | Atlanta (Géorgie)            | En battant Iyo Sky et Rhea Ripley dans un Triple Threat match après avoir encaissé sa mallette Money in the Bank, elle devient la 3e catcheuse à gagner trois fois la ceinture. | [ 37 ]    |
| —         | Vacant          | —                | 18 août 2025      | 1+               | Raw                             | Philadelphie (Pennsylvanie)  | Suite à son absence la semaine passée, Naomi est contrainte d'abandonner la ceinture, car annonce être officiellement enceinte de son premier enfant. | [ 38 ]    |

## Règnes combinés
| Signe | Notes                                  |
| ----- | -------------------------------------- |
|       | Lutteuse travaillant toujours à Raw    |
|       | Lutteuse travaillant toujours à la WWE |

| Rang | Catcheuse       | Règnes | Jours | 1re victoire  |
| ---- | --------------- | ------ | ----- | ------------- |
| 1    | Bayley          | 2      | 520   | 19 mai 2019   |
| 2    | Charlotte Flair | 7      | 483   | 14 nov. 2017  |
| 3    | Rhea Ripley     | 2      | 436   | 1er avr. 2023 |
| 4    | Liv Morgan      | 2      | 324   | 2 juill. 2022 |
| 5    | Becky Lynch     | 5      | 311   | 11 sept. 2016 |
| 6    | Naomi           | 3      | 185   | 12 fév. 2017  |
| 7    | Sasha Banks     | 1      | 167   | 25 oct. 2020  |
| 8    | Ronda Rousey    | 2      | 137   | 8 mai 2022    |
| 9    | Bianca Belair   | 1      | 133   | 10 avr. 2021  |
| 10   | Iyo Sky         | 1      | 132   | 3 mars 2025   |
| 11   | Carmella        | 1      | 131   | 10 avr. 2018  |
| 12   | Alexa Bliss     | 2      | 110   | 4 déc. 2016   |
| 13   | Asuka           | 1      | 100   | 16 déc. 2018  |
| 14   | Natalya         | 1      | 86    | 20 août 2017  |